# Lingua elamica
L'elamico è una lingua estinta, parlata dagli antichi Elamiti. Il testo più antico in scrittura cuneiforme, il cosiddetto trattato di Naram-Sin, risale al XXIII secolo a.C.. Fu una delle lingue delle iscrizioni reali achemenidi e dell'amministrazione di Persepoli dal VI al IV secolo a.C. L'ultimo testo scritto in elamico risale all'incirca all'epoca della conquista della Persia da parte di Alessandro Magno.

## Tipologia linguistica
L'elamico possiede una caratteristica particolare nella flessione dei sostantivi, riguardo ai casi, detta suffixaufnahme. Inoltre presenta una classe di nomi animati in relazione ai quali la flessione verbale presenta marcatori speciali per le persone. La sua sintassi segue generalmente un ordine Soggetto Oggetto Verbo.

## Relazioni con altre famiglie linguistiche
Si ritiene solitamente che l'elamico non sia imparentato con le limitrofe lingue semitiche, o con le lingue indoeuropee, e sebbene alcuni definiscano l'elamico lingua "sorella" del sumerico, le due lingue sono assolutamente estranee una all'altra.
L'ipotesi elamo-dravidica di David McAlpin postula una relazione genetica tra l'elamico e le lingue dravidiche parlate tuttora in India. Esse vi sarebbero state introdotte dall'Elam in seguito a una migrazione verso est. Più di recente Sergei Starostin ha criticato le proposte corrispondenze grammaticali tra elamico e dravidico come non convincenti. Sempre in tempi recenti, si sono avute argomentazioni volte a mostrare una relazione tra elamico e curdo, una lingua indoeuropea classificata come iranica ma con origini differenti.

## Scritture elamiche

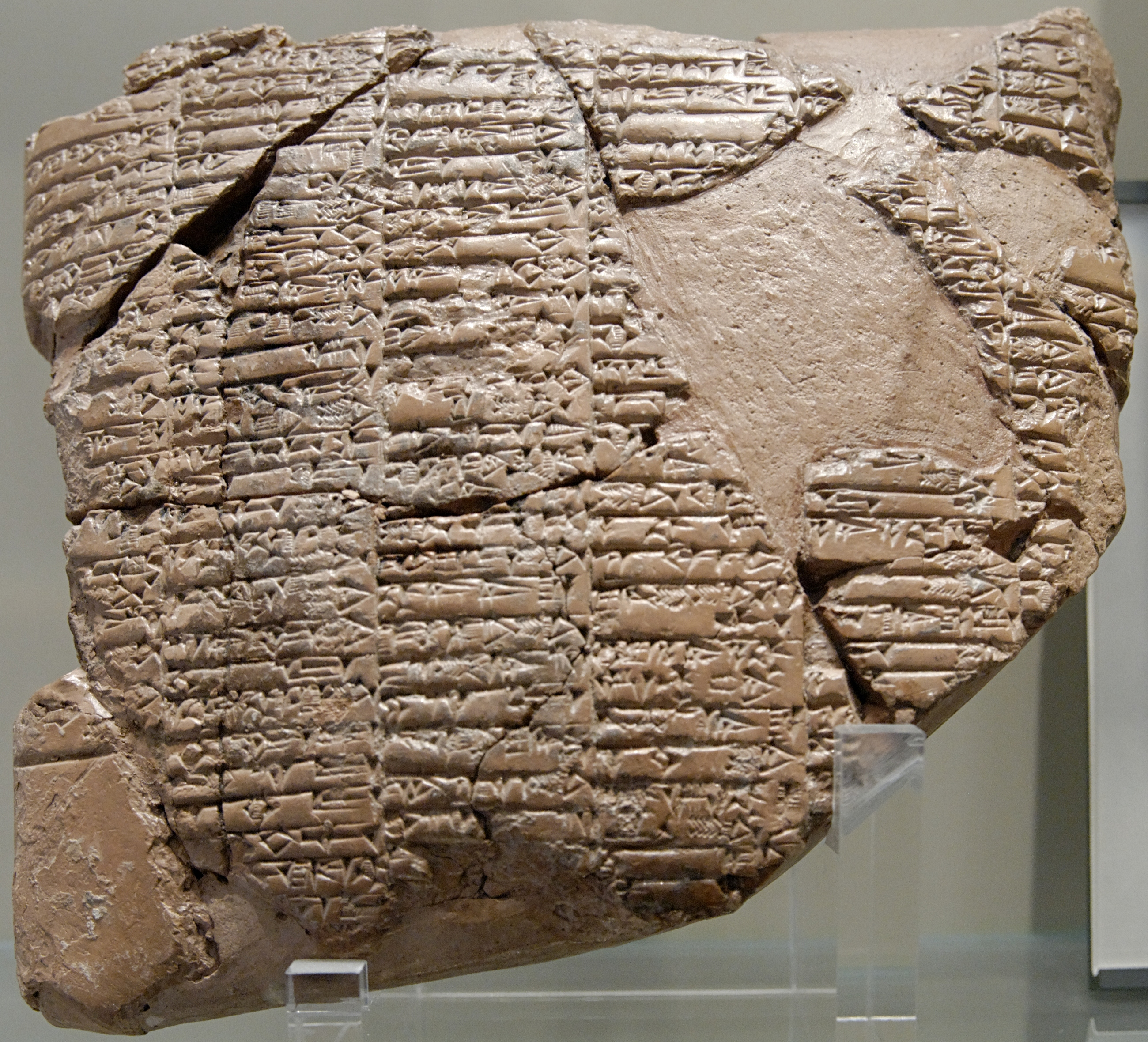
Il più antico documento conosciuto in elamico: trattato tra Naram-Sin ed un sovrano d'Awan, circa 2250 a.C., museo del Louvre

Attraverso i secoli si svilupparono tre diversi sistemi di scrittura elamici.
- Scrittura proto-elamica

È la più antica scrittura elamica conosciuta. È attestata a partire dagli inizi del III millennio a.C. a Susa, la capitale dell'Elam. Si ritiene che si sia sviluppata da un'antica scrittura sumerica. Consiste di circa un migliaio di segni e si pensa fosse almeno in parte logografica. Dal momento che non è stata ancora decifrata, non si sa ancora se la lingua che essa rappresenta sia elamico o una lingua diversa. 
Jacob Dahl, membro del Wolfson College e direttore dell'Ancient World Research Cluster, ha tuttavia recentemente affermato di essere vicino alla decifrazione della scrittura grazie ad un sistema Rti (Reflectance Transformation Imaging System) che consentirebbe una rilettura dettagliatissima dei segni grafici incisi sulle tavolette di argilla custodite al Louvre e all'Ashmolean Museum di Oxford.
- Antico elamico (elamico lineare)

È un sillabario derivato dal proto-elamico, il cui uso è documentato all'incirca tra il 2250 a.C. e il 2220 a.C. sebbene possa essere stato inventato in un'epoca più antica. Walther Hinz e Piero Meriggi hanno proposto due differenti ipotesi di decifrazione dell'elamico lineare. Consiste di circa 80 simboli ed era scritto in colonne verticali dall'alto in basso e da sinistra a destra.
- Cuneiforme elamico

Fu usata dal 2500 a.C. al 331 a.C., e fu adattata dalla scrittura cuneiforme accadica. Consisteva di circa 130 simboli, leggermente meno rispetto alla maggioranza delle altre scritture cuneiformi.

## Storia degli studi
Lo studio della lingua elamica risale alle prime pubblicazioni di iscrizioni reali achemenidi in Europa, nella prima metà del XIX secolo. Un grande passo avanti fu la pubblicazione della versione elamica dell'iscrizione di Bisotun a nome di Dario I, affidata da Henry Rawlinson a Edwin Norris e apparsa nel 1855. All'epoca si riteneva che l'elamico fosse la lingua degli sciti, la cui affiliazione indoeuropea non era ancora stata stabilita. La prima grammatica fu pubblicata da Jules Oppert nel 1879. Il primo a utilizzare il glottonimo elamico fu Archibald Henry Sayce nel 1874, anche se già nel 1850 Isidore Löwenstern aveva avanzato questa identificazione. La pubblicazione delle iscrizioni pre-achemenidi di Susa si devea padre Vincent Scheil nei primi tre decenni del XX secolo. Nel 1933 furono scoperte le tavolette dal muro di fortificazione di Persepoli, il primo corpus amministrativo in questa lingua, anche se fu poi pubblicato molto più tardi da Richard T. Hallock (1969). Un altro corpus amministrativo fu scoperto negli anni Settanta a Tall-i Malyan, l'antica città di Anshan, e pubblicato da Matthew W. Stolper nel 1984. Nel frattempo (1967), le iscrizioni medio-elamiche da Chogha Zanbil furono pubblicate da padre Marie-Joseph Steve.  Nell'ultimo quarto del XX secolo la scuola francese è stata guidata da François Vallat, con contributi significativi di Françoise Grillot(-Susini) e Florence Malbran-Labat, mentre la scuola americana, inaugurata da George G. Cameron e Herbert H. Paper, si è concentrata sui corpora amministrativi con Stolper. Gli studi sull'elamico sono stati rilanciati negli anni 2000 da Wouter F.M. Henkelman con diversi contributi e una monografia incentrata sulle tavolette della fortificazione di Persepoli. La lingua elamica è attualmente insegnata in corsi curriculari in tre università europee: da Henkelman all'École pratique des hautes études di Parigi, da Gian Pietro Basello all'Università di Napoli “L'Orientale” e da Jan Tavernier all'Université catholique de Louvain.